# Банатско Ново Село
Банатско Ново Село је сеоско насеље које се налази на територији града Панчева, у Јужнобанатском округу Аутономне Покрајине Војводине, у Републици Србији. Према коначним резултатима пописа становништва из 2022. године, у Банатском Новом Селу живи 5.806 становника.
Налази се 17 км североисточно од Панчева и 34 км североисточно од Београда.
Банатско Ново Село формирали су 1765. године немачки досељеници. Аустријски царски ревизор Ерлер је 1774. године констатовао да место "Новасела" има војни статус, а припада Панчевачком дистрикту. Ту се налази поштанска камбијатура, а становништво је измешано, српско и влашко. 1918. године 80% становништва чинили су Румуни. Према попису из 2002. године Банатско Ново Село је имало 7.416 становника, поред тога скоро 700 становника овог места је имало пребивалиште у овом месту али се нису водили као стални становници места пошто су више година у иностранству, већином у Италији и Аустрији. Отприлике 70% становништва чине Срби, а 25% Румуни. У селу такође живи мали број Рома, око 5%.
У самом месту постоје две православне цркве, од којих је једна изграђена 1805. године тада заједничка српско-румунска а данас румунска православна црква, и српска православна црква сазидана 1877. године.
Банатско Ново Село је до 1959. године имало статус општине. Центар села је заштићен као просторна културно-историјска целина од великог значаја Старо језгро Банатског Новог Села.

## Историја
- На немачком: Банатер Неудорф (Banater Neudorf) и Фајфертал (Pfefferthal)
- 1853: Неудорф (Neudorf) помиње се на карти српског војводства Тамишког Баната.
- 1854: Ново Село (Novo Selo) помиње се у приручнику о Тамишком Банату
- 1859: Сату Ноу (Satu Nou) помиње се у историји банатских села
- 1878: Ујфалу (Ujfalu) помиње се у алманаху на немачком
- 1882: Рева−Ујфалу (Réva-Ujfalu) појављује се на немачкој мапи
- 1902: Банат Ујфалу (Bánát-Újfalu) назив у књизи о народима у Мађарској на мађарском језику
- 1922: Банатско Ново Село (Banatsko Novo Selo)

Најстарије помене о селу, његово бележење на картама из 18. века, аутографске белешке из села из истога века, те најстарије становнике села забележене у црквеним матичним књигама (почевши са 1793. годином), те у једном документу из 1799—1800. године и, најзад, прве становнике забележене у службеним матичним књигама (општинским, почевши са годином 1895).
Разуме се да Новог Села нема у Печком катастигу од 1660-1666. године, јер није онда ни постојало. А нема га такође ни у једном попису диштриката, на латинском језику (Conscriptio districtuum), сачињеном у задњој деценији 17. века (око 1690-1700), а који је пронађен у збирци Марсиљи  у Болоњи и у коме се налази око 390 насеља у Банату, од којих 16 у панчевачком диштрикту (међу којима, на пример, Старчево, Надел, Омољица, Брестовац, Плочица, Ковин, Дериблат-Делиблато, Вреле, Дубовац и др.).
Наравно, да Новог Села нема ни на Мерсијевој карти од 1723. године (ту је само Прун и Далова, евентуално Долово), ни на карти од 1761. године (а има Долова и Селтоша). Тек се на Гризелинијевој карти од 1776. године село појављује под називом Нова Села (Нова Села), док су Зелдош и „Мали полови“ према Долову дати као ненастањени. На званичној карти од 1783. године место се појављује као Новосело, а на карти атласа Корабинског од 1800. године оно је троструко обележено: Неудорф, Neudorf , Pfefferthal Novaszella (припадајући, разуме се, 12. панчевачкој регименти).
На предлог грофа Мерсија, аустријски цар Карло III одобрава 28. 06. 1719. године статут о политичкој управи Баната. Цео Банат је подељен на 13 диштрикта и више војних јединица на челу са земаљском администрацијом у Темишвару. На овом терену био је бечкеречки диштрикт, с једне, те панчевачки, с друге стране, са врло проређеним становништвом (сам Бечкерек је 1717. године имао свега око 100 кућа, са око 400 становника, а град Панчево, исте те године, свега 70 кућа, са свакако још мање становника у целом панчевачком диштрикту је у том моменту било свега 19 насељених места, са свега 776 кућа). У другом периоду, оном Војне границе (1764—1872), цивилна управа скоро потпуно замире (појавиће се, у неким формама, пред 1848. годину и, нарочито, иза тога, када је већ граница као институција преживела, али без неке нарочите сврхе, јер је турска моћ све више сплашњавала). Круте војне форме управљања и полувојнички начин живљења становништва притискују ове, ипак, слободне сељаке (у поређењу са онима из Провинцијала). Кратак период цивилне власти (1751—1764) брзо је прошао. Рат од 1737. године, са новим турским упадима у Банат и пустошењем насеља, осећао се и у овим крајевима, а још више аустријско-турски рат од 1788. године, када су Турци упали у Панчево и јужни Банат, па и у Ново Село, те, међу осталима, спалили и постојећу цркву-брвнару (по акту-жалби српског живља митрополиту од 1866. године, а по сећању реконструисаним догађајима, ову су запалили „два Румуна“ из села, у дослуху с Турцима).
Дакле, „ново село“ постало је од два нешто старија села. Насеље Зелдош (назначено на немачким картама и као Солташ), било да је било насељено или не, постојало је од раније. Евлија Челебија га у својим путописима наводи непосредно и каже да „припада Алајбегу“ (што би значило да је било настањено). Иначе, нешто даље се наводи и Мала Зрепаја (поред села као таквог). Поменути турски путописац, у наставку текста о Зелдошу, каже дословно још и ово, што је од важности за стање на овом терену у то доба: „На овој равници нема камена ни у величини зрна од пасуља, а трава тако бујно расте да се у њој не види коњаник“ (то је речено 1660. године). Неки аутори, пак, ово насеље наводе као „српско насеље Стари Зелдош“. Место је, иначе, 1776. године, на Гризелинијевој карти, означено као пустара, ненастањено (Soldasch prae).
Друго насеље, у Великој долини (Валеа Маре), где се и сада откопавају цигле и ћерпић, познато је данас у селу само под овим називом. Као „Папрена долина“ (Pfefferthal) појављује се само на карти у атласу Корабинског из 1800. године. Иначе је то место познато и као „њиве Женара“ (locurile Jenarilor), по породици која је тај комплекс имала касније у поседу (у монографији Петровог Села-Владимировца наводе се, ближе овоме селу, и „бунари Женарових“,  што је вероватно и било. То је отприлике и садашњи положај села и бар неки наговештај зашто су војне власти баш ту планирале „ново село“ (велики пут, поштанска камбијатура и, евентуално, снабдевање трупа између два стратегијски важна пункта као што су били Панчево и Али бунар).
Новог Села нема у Пећком катастигу од 1660—1666. године, јер није онда ни постојало. А нема га такође ни у једном попису диштриката, на латинском језику (Цонсцриптио дистрицтуум), сачињеном у задњој деценији 17. века (око 1690-1700), а који је пронађен у збирци Марсиљи  у Болоњи и у коме се налази око 390 насеља у Банату, од којих 16 у панчевачком диштрикту (меду којима, на пример, Старчево, Надео, Омољица, Брестовац, Плочица, Ковин, Дериблат-Делиблато, Вреле, Дубовац и др).
Наравно, да Новог Села нема ни на Мерсијевој карти од 1723. године (ту је само Прун и Далова, евентуално Долово), ни на карти од 1761. године (а има Долова и Селтоша). Тек се на Гризелинијевој карти од 1776. године село појављује под називом Нова Села (Nova Sella), док су Зелдош и „Мали полови“ према Долову дати као ненастањени. На званичној карти од 1783. године место се појављује као Новосело, а на карти атласа Корабинског од 1800. године оно је троструко обележено: Neudorf , Pfefferthal Novaszella (припадајући 12. панчевачкој регименти).

### Постанак и развој села
Постанак села, „новог села“ на овоме месту, на магистралном и стратегијски важном путу Панчево-Вршац-Темишвар, везује се непосредно за оснивање Банатске војне границе 1764. године, односно за 1765. годину, када је село, изгледа, насељено. То свакако није био спонтани и својевољни акт мештана, већ су то били стратегијски планови Ратног савета бечког двора, односно Генералне команде Банатске војне границе из Темишвара, те 12. граничарског пука са седиштем у Панчеву, односно 9. чете истог пука чија је команда била у Новом Селу. Село је, као и у случајевима других граничарских села која су основана заједно са настанком Војне границе, стриктно испланирано, те има квадратни облик; 10 улица у једном правцу и других 10 попречних (са више споредних, „ћоравих“ улица), са око 2,5 км. у дужини и исто толико по ширини. Војне власти су новонастањеним становницима чак помагале при изради својих кућа, по одређеним стандардима (у Новом Селу се помиње неки Најман, члан Комисије за колонизацију).
Позната је ситуација Баната под турском влашћу (од 1553. до 1717), са баруштинама (ту близу Алибунарско-иланџанска мочвара), са пуно дивљачи, шума, честара и густиша (турски путописац Евлија Челебија описује ковински предео у овом смислу), ненастањен, са ретким становницима, који станују по земуницама. Панчевачки диштрикт је у то време и најмање насељен, са укупно око двадесетак настањених места. Тек реорганизација Баната под његовим првим гувернером, грофом Клаудијем Флоримундом Мерсијем, са мерама исушивања мочвара и прокрчавањем пустара и другим санационим мерама, интензивном колонизацијом и оснивањем нових места, учвршћивањем старих, значи корак напред. А оснивање Војне границе 1764. године јесте даљи корак ка просперитету ове иначе плодне равнице. Ту уопште није од неке важности да ли су у село или његову околину дошли неку деценију раније или касније Срби или Румуни. Чињеница је да се они 1765. године налазе у Новом Селу на садашњем месту. По свој прилици да је српско становништво раније настањивало насеље према Долову, у Великој долини (Валеа Маре — свега се на једној немачкој карти ова означује као (Pfefferthal) „папрена долина“ а у традицији сеоске микротопономастике овај назив не постоји), са свега неколико десетина домова, што значи и толико породица. Али су и Румуни присутни од самог почетка, а можда и у првобитном насељу у Великој долини (доказ за то била би истоветна породична имена у Новом Селу и Долову). По свој прилици и у другом насељу, на супротној страни, према Црепаји, Зелдошу, а као доказ могле би бити породице са румунским именима у Црепаји. Деоба румунског становништва села, и то у правој линији, с једне и с друге стране великог пута, на Гилезане (према Зелдошу-Црепаји) и Царане (према Долову-Великој долини), могао би бити други аргуменат у прилог реченог.
Чињеница је и та да војне власти 1767. године премештају из Панчева 43 румунске породице у Ново Село и на тај начин даље учвршћују ово место. Исте 1767. године у селу се наводе имена три свештеника: Шербана Поповића, Радула Поповића и Јање Трандафиловића, од којих су прва два очигледно били пореклом Румуни (на почетку 19. века помиње се у селу и свештеник Сава Поповић, који има видну улогу у градњи нове цркве 1805. године и који 1811. године оставља и белешку на румунском језику на корицама једног "Маргарита" у цркви, такође на румунском језику); трећи свештеник је очигледно био српско-православни, а по презимену, по свој прилици, цинцарско-румунског порекла (истог порекла је у селу и фамилија Зега, врло угледна и богата, а која се издаје за српску). То је, у ствари, било време српско-румунске црквене хијерархијске заједнице под окриљем Карловачке митрополије (ту су потпадали не само банатски, већ и ердељски и чак и удаљени буковински Румуни), те је црква била заједничка, с тим што се служило алтернативно на црквенословенском за Србе, односно на румунском за Румуне. А пошто је ова заједница почела већ на прагу XVIII века, а и због састава становништва у селу, иста је ситуација морала бити и у првобитној сеоској цркви, саграђеној од набоја и покривеној шиндром већ по оснивању села. Присуство два румунско-православна попа Поповића (познато име и код Румуна), и трећега Саве, који оставља и трага о свом пореклу, говори неоспорно о томе. Што је стара црква имала за храм „великомученика и краља Стефана Дечанског” уопште не збуњује, јер је поменути краљ канонизиран и проглашен за свеца српске цркве, а у ери црквеног заједништва то никоме није могло да засмета. Распре између Срба и Румуна и тежња за одвајањем дошле су тек у наредном веку, после 1848. године и новог концепта о нацији и националном). Из тог периода (1787) имамо на поменутом Маргариту (в. о овоме, као и о белешкама попа Саве Поповића, односно српског попа Лазара Кнежевића из 1784. године, више у поглављу о култури) и лепу забелешку новосеоског житеља Матеја Ортопана (дакле, Румуна по народности), који је тај Маргарит и купио (за 9 форинти), за спомен својих родитеља Барбула и Марике. Када је 1797. године вршен попис православног клира забележена су ту три свештеника. Пароси, поп Живан Поповић (рукоп. 1757), поп Лазар Кнежевић (1773) и поп Петар Михајлов (1772) служили су се српским и румунским језиком. Интересантно да је забелешка на црквенословенском и помиње црквени храм истога Стевана Дечанског, из исте старе цркве (храма нове цркве, од 1805. године, јесте Света Тројица, па Духови — тенденциозно писање српских житеља, у једном документу у карловачком Митрополитско-патријаршијском архиву, сада САНУ, из грешне 1866. године, када су српско-румунске распре биле у пуном јеку одвајање румунске цркве, под Шагуном, из окриља српске, уследило је већ 1864. године, а у Новом Селу је завршено тек десет година касније — и у коме се на сасвим пристрасан начин приказују нека права и примати, ваља разумети у контексту времена, а нипошто буквално). Турска окупација Баната (Темишварски пашалук) нас непосредно не занима. Евлија Челебија (1611—1682), у својим књигама путовања (10 томова) говори о темишварском ејалету (вилајету), који је, даље, подељен у 6 санџаката и око хиљаду уситњених феудалних отоманских поседа (фиефа), названим зијаметима, нешто касније цео пашалук (ејалет) постаје вакуф (верски посед) Мехмед паше Соколовића. Међу банатским санџакалима (ливане) помињу се и панчевачки и бечкеречки. Ново Село је, у сваком случају, било у то доба пустара (ако је на овом месту, као што кажу неки мађарски историчари, некада и могло бити неко насеље, оно је било потпуно ишчезло).
Ратови између Аустрије и Турске воде се повремено, са променљивом срећом. Петнаестогодишњи рат (1683—1699), завршен Карловачким миром, значио је за Аустрију повратак целе Угарске, која је дотле била под турском влашћу, али без Баната (продор аустријске војске у Србији и њено повлачење проузроковало је велику сеобу Срба 1690. године). Међутим, тек ће нови поход под Еугеноем Савојским (1716—1718), завршен Пожаревачким миром, значити крај турске власти у Банату (Аустрија добија и северну Србију и Олтенију, које задржава до Београдског мира 1739. године). Банат се реорганизује и колонизира. За време Турака је, по свој прилици, у Банату, нарочито у његовим равничарским деловима, било нешто Срба, а у планинском делу румунског сточарског становништва (Турци су од 1641—1646. године населили у пределима банатских рудника, уместо одбеглих саских рудара, Олтенце, као вичне рударству за Ново Село је ово од неке важности, јер ће се од ових, стварањем Војне границе 1764. године, један део, тзв. „Царани“, настанити и овде, чак је можда већина новосеоског румунског живља овог порекла).
После напуштања северне Србије и Олтеније, београдским миром 1739. године, дошло је до новог насељавања у Банат и Срба и новог вала Олтенаца. Колонизације су настављене и даље. Стварањем Војне границе 1764. године, досељено је у Банат поприлично румунских породица из Ердеља. Али су у каснијим деценијама колонизације фаворизовале у првом реду Немце. Било је чак и присилног исељавања осталог становништва и евакуисања читавих насеља да би се Немцима направило места. За нас је од посебне важности директива Ратног савета бечког двора од 19. 11. 1765. године, у којој се изричито каже да може „да се даје земља Србима и Власима у пределима Немачко-банатске регименте само ако ова није потребна Немцима“. Исте године царица Марија Терезија забрањује даље усељавање Румуна у Војну границу (баш због форсираног колонизирања Немаца — Срби су били изузети због раније добијених, а касније потврђених, царских привилегија). После познатих битака код Сенте и Петроварадина, крајем августа 1716. године, аустријска војска опседа Темишвар, а турски гарнизон (од 18.000 војника, са 200 топова) капитулира 13. 10. 1716. године. Према претходном обећању, у преговорима пре капитулације темишварског гарнизона, Турци су, пошто су оставили ратну опрему, ослобођени и спроведени путем Темишвар-Дета-Вршац-Алибунар-Панчево (дакле, прошли су и кроз место будућег села), те према Борчи, где су пребачени преко Дунава. Постављањем генерала Мерсија за команданта и гувернера Баната, значи увођење војничке власти овде, све до 1751. године. Иначе, Банат у целини остаје, све до 1779. године, као крунски посед, под бечком комором, упркос ревендикацијама угарске Дијете за јурисдикцију над овом покрајином. Међутим јужни Банат, са појасом од неких 70 км. од Дунава (све до Уљме, Добрице и Перлеза) постаје 1764. године граничним кордоном (Банатска војна граница) за одбрану од нових турских упада (ова је развојачена тек 1872. године). То је нови режим сељака-слободњака (у Провинцијалу има грофова и спахија), са земљом коју обрађују (али нису њени власници, све до 1851. године), али су и наоружани и врше војне „егзерцире“ , у црквеној порти или другде, или вежбе из гађања, на „шицерају“ , изван села. Команда чете, са стражом, управља местом (у Новом Селу је била стационирана 9. Чета Немачко-банатског пука из Панчева).
Касније ће подофицири бити и председници општина. Војне власти, заједно са црквеним властима надзиру, непосредно или преко специјалних инспектора, рад школа „немачких“ (граничарских) или националних. У општини је и непосредни судски орган, командант чете, који држи „рапорте“ о распрама граничара. Казне се састоје и у физичким облицима (тзв. шибе), а до 1848. године се смртне казне у Граници врше, по војничком закону, одсецањем главе сабљом. Породични живот граничара — да би их власти имале на окупу и лакше мобилисале, односно водиле бољу евиденцију одвија се у тзв. породичним задругама („кућна заједништва“), тј. деца се нису смела одвајати, без посебног одобрења војних власти, од родитеља, тако да су домаћинства била врло бројна. Свака је задруга имала на уживање, и обраду (то је опет била предност породичних задруга), одређену „сесију“ земље од 12, па 18 и, најзад, 24. кат. јутра обрадиве земље и пашњака (сточарство је, нарочито код румунског живља, било врло бујно). То је био режим у коме су делали и живели и Новосељани, од оснивања села, 1765. године, и његовог инкорпорирања у Војну границу 1767. године, до развојачења исте (1872).
На предлог грофа Мерсија, аустријски цар Карло III одобрава 28. VI 1719. године статут о политичкој управи Баната. Цео Банат је подељен на 13 диштрикта и више војних јединица на челу са земаљском администрацијом у Темишвару. На овом терену био је бечкеречки диштрикт, с једне, те панчевачки, с друге стране, са врло проређеним становништвом (сам Бечкерек је 1717. године имао свега око 100 кућа, са око 400 становника, а град Панчево, исте те године, свега 70 кућа, са свакако још мање становника у целом панчевачком диштрикту је у том моменту било свега 19 насељених места, са свега 776 кућа). У другом периоду, оном Војне границе (1764—1872), цивилна управа скоро потпуно замире (појавиће се, у неким формама, пред 848. годину и, нарочито, иза тога, када је већ граница као институција преживела, али без неке нарочите сврхе, јер је турска моћ све више сплашњавала). Круте војне форме управљања и полувојнички начин живљења становништва притискују ове, ипак, слободне сељаке (у поређењу са онима из Провинцијала). Кратак период цивилне власти (1751—1764) брзо је прошао. Рат од 1737. године, са новим турским упадима у Банат и пустошењем насеља, осећао се и у овим крајевима, а још више аустријско-турски рат од 1788. године, када су Турци упали у Панчево и јужни Банат, па и у Ново Село, те, међу осталима, спалили и постојећу цркву-брвнару.
Иначе, црквене књиге, по неким прописима, воде се тек после 1789. године, када је објављен (6. јуна) рескрипт Ратног савета бечког двора, којим се свештеници обавезују да уредно воде евиденцију о рођеним, венчаним и умрлим. Исте године и карловачки митрополит пренаша ову наредбу подређеним му епископима, а ови протопрезвитеријатима, те парохијама. Већ наредне (1790), најкасније 1791. године, налазимо такве књиге у црквама на овом подручју. Биће да је у Новом Селу било ових књига у црквама и из ранијих година, али су оне по предању (информација је добијена од месних свештеника пре више деценија) уништене у рату 1848—1849. године (опет на основу усмене традиције, ове су протоколе тада спалили неки Младен и Ференђану).
Иначе, службене матичне књиге, по општинама, уводе се у Угарској 1. октобра 1894. године, а установљене су законским чланом XXXIII/ 1894. године, односно наредбом министарства просвете и вероисповести бр. 38633 од 24. 08. 1895. године. Такође су законским чланом XXXI/1894. године (наредба бр. 2020 од 29. 06. 1895. године) донете уредбе о грађанском браку, те законским чланом XXXII/1894. године о вероисповести деце из мешовитих бракова.

## Демографија
Према попису из 2002. било је 7345 становника (према попису из 1991. било је 7987 становника).
У насељу Банатско Ново Село живи 5903 пунолетна становника, а просечна старост становништва износи 41,3 година (39,6 код мушкараца и 43,0 код жена). У насељу има 2269 домаћинстава, а просечан број чланова по домаћинству је 3,24.
Ово насеље је углавном насељено Србима и Румунима (према попису из 2002. године), а на последњем попису, примећен је пад у броју становника.
|  |

| Демографија | Демографија | Демографија |
| Година      | Становника  | Становника  |
| ----------- | ----------- | ----------- |
| 1869.       | 6.944       |             |
| 1910.       | 6.597       |             |
| 1948.       | 6.129       |             |
| 1953.       | 6.378       |             |
| 1961.       | 7.225       |             |
| 1971.       | 7.872       |             |
| 1981.       | 7.963       |             |
| 1991.       | 7.987       | 7.564       |
| 2002.       | 7.345       | 8.150       |
| 2011.       | 6.680       |             |
| 2022.       | 5.806       |             |

| Етнички састав према попису из 2002.‍ | Етнички састав према попису из 2002.‍ | Етнички састав према попису из 2002.‍ | Етнички састав према попису из 2002.‍ | Етнички састав према попису из 2002.‍ |
| ------------------------------------ | ------------------------------------ | ------------------------------------ | ------------------------------------ | ------------------------------------ |
|                                      |                                      |                                      |                                      |                                      |
| Срби                                 | Срби                                 |                                      | 4.837                                | 65,85%                               |
| Румуни                               | Румуни                               |                                      | 2.036                                | 27,71%                               |
| Роми                                 | Роми                                 |                                      | 110                                  | 1,49%                                |
| Југословени                          | Југословени                          |                                      | 94                                   | 1,27%                                |
| Црногорци                            | Црногорци                            |                                      | 22                                   | 0,29%                                |
| Мађари                               | Мађари                               |                                      | 18                                   | 0,24%                                |
| Македонци                            | Македонци                            |                                      | 18                                   | 0,24%                                |
| Хрвати                               | Хрвати                               |                                      | 15                                   | 0,20%                                |
| Словаци                              | Словаци                              |                                      | 14                                   | 0,19%                                |
| Руси                                 | Руси                                 |                                      | 6                                    | 0,08%                                |
| Немци                                | Немци                                |                                      | 5                                    | 0,06%                                |
| Муслимани                            | Муслимани                            |                                      | 2                                    | 0,02%                                |
| Бугари                               | Бугари                               |                                      | 2                                    | 0,02%                                |
| Албанци                              | Албанци                              |                                      | 2                                    | 0,02%                                |
| Власи                                | Власи                                |                                      | 1                                    | 0,01%                                |
| непознато                            | непознато                            |                                      | 91                                   | 1,23%                                |

| \| \| м \| \| \| ж \| \| ? \| 21 \| \| \| 34 \| \| 80+ \| 85 \| \| \| 132 \| \| 75—79 \| 88 \| \| \| 158 \| \| 70—74 \| 164 \| \| \| 257 \| \| 65—69 \| 191 \| \| \| 229 \| \| 60—64 \| 244 \| \| \| 290 \| \| 55—59 \| 201 \| \| \| 226 \| \| 50—54 \| 223 \| \| \| 228 \| \| 45—49 \| 299 \| \| \| 258 \| \| 40—44 \| 277 \| \| \| 258 \| \| 35—39 \| 262 \| \| \| 218 \| \| 30—34 \| 238 \| \| \| 256 \| \| 25—29 \| 248 \| \| \| 221 \| \| 20—24 \| 215 \| \| \| 208 \| \| 15—19 \| 215 \| \| \| 233 \| \| 10—14 \| 236 \| \| \| 229 \| \| 5—9 \| 231 \| \| \| 166 \| \| 0—4 \| 157 \| \| \| 149 \| \| Просек : \| 39,6 \| \| \| 43,0 \| |      |  |  |      |
| |      |  |  |      |
| | м    |  |  | ж    |
| ? | 21   |  |  | 34   |
| 80+ | 85   |  |  | 132  |
| 75—79 | 88   |  |  | 158  |
| 70—74 | 164  |  |  | 257  |
| 65—69 | 191  |  |  | 229  |
| 60—64 | 244  |  |  | 290  |
| 55—59 | 201  |  |  | 226  |
| 50—54 | 223  |  |  | 228  |
| 45—49 | 299  |  |  | 258  |
| 40—44 | 277  |  |  | 258  |
| 35—39 | 262  |  |  | 218  |
| 30—34 | 238  |  |  | 256  |
| 25—29 | 248  |  |  | 221  |
| 20—24 | 215  |  |  | 208  |
| 15—19 | 215  |  |  | 233  |
| 10—14 | 236  |  |  | 229  |
| 5—9 | 231  |  |  | 166  |
| 0—4 | 157  |  |  | 149  |
| Просек : | 39,6 |  |  | 43,0 |

| Година пописа     | 1948. | 1953. | 1961. | 1971. | 1981. | 1991. | 2002. |
| ----------------- | ----- | ----- | ----- | ----- | ----- | ----- | ----- |
| Број домаћинстава | 1.663 | 1.717 | 2.002 | 2.154 | 2.233 | 2.285 | 2.269 |

| Број чланова      | 1   | 2   | 3   | 4   | 5   | 6   | 7  | 8  | 9 | 10 и више | Просек |
| ----------------- | --- | --- | --- | --- | --- | --- | -- | -- | - | --------- | ------ |
| Број домаћинстава | 407 | 495 | 397 | 488 | 234 | 165 | 47 | 24 | 5 | 7         | 3,24   |

| Пол    | Укупно | Неожењен/Неудата | Ожењен/Удата | Удовац/Удовица | Разведен/Разведена | Непознато |
| ------ | ------ | ---------------- | ------------ | -------------- | ------------------ | --------- |
| Мушки  | 2.971  | 777              | 1.950        | 170            | 71                 | 3         |
| Женски | 3.206  | 530              | 1.963        | 599            | 103                | 11        |
| УКУПНО | 6.177  | 1.307            | 3.913        | 769            | 174                | 14        |

| Пол    | Укупно                    | Пољопривреда, лов и шумарство | Рибарство                            | Вађење руде и камена | Прерађивачка индустрија       |
| ------ | ------------------------- | ----------------------------- | ------------------------------------ | -------------------- | ----------------------------- |
| Мушки  | 1.539                     | 583                           | 0                                    | 3                    | 354                           |
| Женски | 870                       | 363                           | 0                                    | 0                    | 144                           |
| Укупно | 2.409                     | 946                           | 0                                    | 3                    | 498                           |
|        |                           |                               |                                      |                      |                               |
| Пол    | Производња и снабдевање   | Грађевинарство                | Трговина                             | Хотели и ресторани   | Саобраћај, складиштење и везе |
| Мушки  | 19                        | 172                           | 119                                  | 16                   | 99                            |
| Женски | 5                         | 14                            | 112                                  | 9                    | 27                            |
| Укупно | 24                        | 186                           | 231                                  | 25                   | 126                           |
|        |                           |                               |                                      |                      |                               |
| Пол    | Финансијско посредовање   | Некретнине                    | Државна управа и одбрана             | Образовање           | Здравствени и социјални рад   |
| Мушки  | 7                         | 25                            | 39                                   | 26                   | 23                            |
| Женски | 5                         | 25                            | 20                                   | 59                   | 66                            |
| Укупно | 12                        | 50                            | 59                                   | 85                   | 89                            |
|        |                           |                               |                                      |                      |                               |
| Пол    | Остале услужне активности | Приватна домаћинства          | Екстериторијалне организације и тела | Непознато            | Непознато                     |
| Мушки  | 26                        | 0                             | 0                                    | 28                   | 28                            |
| Женски | 11                        | 1                             | 0                                    | 9                    | 9                             |
| Укупно | 37                        | 1                             | 0                                    | 37                   | 37                            |

## Значајни људи
- Владимир Алексић, пилот и лекар
- проф. др Коста Чавошки, редовни професор Правног факултета у Београду, академик Српске академије наука и уметности
- Миленко Топић, кошаркаш, кошаркашки тренер, репрезентативац СР Југославије
- Михајло Миша Димитријевић, атлетичар, учесник Олимпијских игара у Хелсинкију
- проф. др Раду Флора, књижевник